# Huit scènes de Faust

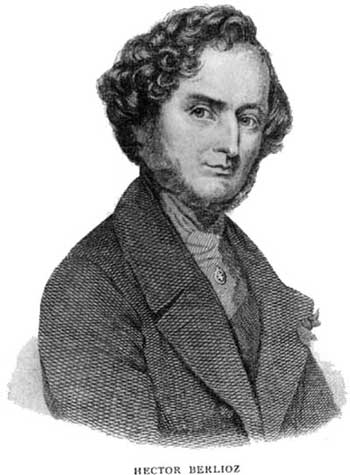
Hector Berlioz

Huit scènes de Faust ist eine Komposition des französischen Komponisten Hector Berlioz. Sie basiert auf Johann Wolfgang von Goethes Faust.

## Geschichte
Berlioz schrieb die Huit scènes de Faust im Jahr 1829 als sein Opus 1, nachdem ihn im Herbst 1828 Gérard de Nervals französische Übersetzung von Johann Wolfgang von Goethes Faust fasziniert hatte.
Dank der Huit scènes de Faust gewann Berlioz viele Sympathisanten und Freunde im Odéon und an der Operà.
Auf Anregung seines Freundes Ferdinand Hiller sandte Berlioz ein Exemplar des Werks an Goethe. Zu Berlioz’ Enttäuschung fiel Goethes Reaktion auf die Komposition jedoch verhalten aus, nachdem dessen musikalischer Berater Carl Friedrich Zelter sie scharf verrissen hatte. Die Idee zu einem Faust-Ballett zerschlug sich, als am Théâtre de la Porte St. Martin, ein Faust-Stück mit Frédérick Lemaître und Marie Dorval in den Hauptrollen mit Musik von Louis Alexandre Piccinni der Hit der Wintersaison 1828/29 wurde.